# 鴻池善右衛門
鴻池善右衛門乃江戶時代富商鴻池家代代相傳的名號。

## 历史
遠祖為尼子氏的忠臣山中幸盛，幸盛的次子鴻池新六(鴻池幸元)於伊丹市經營釀酒事業，後來其子(第一代鴻池善右衛門)於1619年將事業遷往大坂，在廿五年中又增加經營了大坂與江戶之間的海運，56年後停止釀酒事業，改經營錢莊，因辦理與大名、商人之間的借貸而逐漸擴大事業。第三代的鴻池宗利更獲得了新田開發和市街道路整備的發包工程。
第十代的鴻池善右衛門於江戶時代後期，明治、大正年間活躍於商場。又名善九郎、幸富、丑之助。
他於1877年成立了第十三國立銀行。之後就任日本生命保險第一任社長。盡力於發展日本的金融和貿易。於1920年、以80歳高齡逝世。

## 外部リンク
- 伊丹市ウェブサイト 鴻池稲荷祠碑 （页面存档备份，存于）
- 鴻池家について （页面存档备份，存于）